# Бабенко, Эктор
Э́ктор Эдуа́рду Бабе́нко (порт.-браз. Héctor Eduardo Babenco; 7 февраля 1946, Мар-дель-Плата, Аргентина — 13 июля 2016, Сан-Паулу, Бразилия) — бразильский кинорежиссёр, сценарист и продюсер.

## Биография
Родился в Аргентине в семье еврейских эмигрантов Хайме Бабенко (1918—1983) и Янки Хаберберг (1923—?). Его мать была родом из Варшавы, отец — из Украины. После 17 лет жизни в Аргентине (где работал портным) он переезжает в Европу, живёт в Италии. Через два года (в 1969 г.) он не возвращается в Аргентину (из-за преобладания антисемитизма среди военных), а приезжает в соседнюю страну — Бразилию, где ему, чтобы выжить, приходится заниматься даже продажей надгробных плит. С 1975 г. Эктор Бабенко — натурализованный бразилец.
Кинокарьера Эктора началась с участия в качестве помощника режиссёра Роберту Фариаса в документальной киноленте о гонщике Эмерсоне Фиттипальди «O Fabuloso Fittipaldi». Самостоятельными режиссёрскими работами, принесшими известность Эктору в Бразилии, стали фильмы «Король ночи» (1975) и «Лусиу Флавиу, пассажир Агонии» (1977), последний фильм рассказывал о жестокости военной диктатуры в Бразилии.
Мировую славу ему принесли такие фильмы, как кинолента, снятая по книге Жозе Лоузейру «Детство мёртвых», — «Пишоте, закон самого слабого» (1981, номинация на «Золотой глобус» как лучший иностранный фильм) и экранизация романа Мануэля Пуига «Поцелуй женщины-паука» (1985, 1 премия Оскар (лучший актёр) и другие 3 номинации на Оскар).
Следующие два кинофильма в его «портфолио» — «чисто американские» проекты «Чертополох» (1987 г., с Мерил Стрип и Джеком Николсоном в главных ролях) и «Игра в полях господних» (1991). Очередной его режиссёрской работой после семилетнего перерыва стало «Просветлённое сердце» (Corazón iluminado/Foolish Heart), в основу которого легли собственные воспоминания о подростковом периоде.
Фильм 2003 г. «Карандиру», экранизация бестселлера Драузио Вареллы (о тюрьме, бывшей до 2002 г. главной мужской тюрьмой г. Сан-Паулу), основанного на реальных историях жизни заключённых, стал новым этапом в кинокарьере режиссёра. В этом фильме он вернулся к теме гомосексуализма в тюрьме, затронутой им ранее в фильме «Поцелуй женщины-паука».
В 2007 г. он снимает по роману Алана Паульса (премия Эрральде, 2003) фильм «Прошлое» с Гаэлем Гарсиа Берналем в главной роли.
В 2012 году возглавлял жюри основного конкурса 34 Московского международного кинофестиваля.

### Личная жизнь
Эктор Бабенко — отец двух дочерей (Миры и Жанки) от брачных союзов с Ракель Арно и Фиореллой. Третьей его женой была бразильская актриса Шуша Лопес.
После съемок фильма «Поцелуй женщины-паука» у него был обнаружен рак лимфатической системы. В 1995 г. ему была сделана операция по пересадке костного мозга. В течение 15 лет его онкологом был Драузиу Варелла, автор книги, которая легла в основу сценария фильма «Карандиру».

## Фильмография

### Режиссёр
- 1973 — Прославленный Фиттипальди
- 1975 — Король ночи
- 1977 — Лусиу Флавиу, пассажир Агонии / Lúcio Flávio, o Passageiro da Agonia
- 1980 — Пишоте: Закон самого слабого / Pixote: a Lei do Mais Fraco
- 1984 — Поцелуй женщины-паука / Kiss of the Spider Woman
- 1987 — Чертополох / Ironweed
- 1990 — Игра в полях господних / At Play in the Fields of the Lord
- 1998 — Просветлённое сердце / Corazón iluminado
- 2003 — Карандиру / Carandiru
- 2007 — Прошлое / El pasado
- 2014 — Разговоры с богами / Words with Gods (эпизод «Человек, укравший утку»)
- 2016 — Мой индийский друг / Meu Amigo Hindu

## Премии и награды[15]
- 1977 — премия зрительской аудитории фестиваля в Сан-Паулу — фильм «Лусиу Флавиу, пассажир Агонии».
- 1981 — премия «Серебряный леопард» фестиваля в Локарно — фильм «Пишоте, закон самого слабого».
- 1981 — почётный приз Сан-Себастьянского кинофестиваля — фильм «Пишоте, закон самого слабого».
- 1985 — специальный почётный приз международного кинофестиваля в г. Токио — фильм «Поцелуй женщины-паука».
- 2003 — 7 премий Гаванского кинофестиваля за фильм «Карандиру».
- 2004 — 2 премии (гран-при Бразильского кино) за фильм «Карандиру»: лучший фильм, лучшая адаптация.
- 2004 — премия кинофестиваля в Картахене за фильм «Карандиру»: лучший фильм.